# Walter Fiori
Walter Omar Fiori (Mar del Plata, Buenos Aires, 19 de enero de 1961) es un entrenador y exfutbolista de nacionalidad argentina que se destacó en la posición de centrodelantero. 

## Historia
Delantero potente, veloz, con grandes arranques apilando rivales y el olfato de un gran goleador, se inició en las divisiones inferiores de Tigre, donde fue un  emblema del club durante la década de 1980, junto a Ortega Sanchez, Edgardo Paruzzo, Rolando Chaparro, Walter Pajón y Sergio García. Hizo su debut el 29 de junio de 1980 en un partido frente a Racing Club, durante la segunda rueda del torneo de Primera División.
Representó además notablemente a Talleres de Córdoba, Racing Club, Chaco For Ever e Instituto de Córdoba. Se retiró en 1997 a los 36 años, jugando para El Porvenir.
Después de jubilarse, se incorporó al equipo técnico de Sporting Cristal en 2007 como asistente. También fue interino tras la destitución de Jorge Sampaoli, pero volvió a su rol anterior tras la llegada de Juan Carlos Oblitas. Posteriormente, trabajó con Edgardo Bauza en LDU Quito y San Lorenzo de Almagro, estando a cargo de la configuración juvenil.
Se incorporó en 2015 a Ituzaingo, asignado inicialmente a las categorías inferiores, fue nombrado director del primer equipo el 19 de junio de 2016, pero se retiró el 3 de enero siguiente tras aceptar una oferta para ser asistente de Gerardo Ameli en Sport Rosario. Fiori continuó trabajando con Ameli en Deportivo Municipal y Deportes Antofagasta de Chile, siendo gerente interino de este último en mayo de 2019. En septiembre de 2019 se traslada a la Universidad Técnica de Cajamarca, también como asistente. 
El 18 de diciembre de 2020 fue nombrado entrenador de Ayacucho de Perú para afrontar la temporada 2021.

## Trayectoria

### Como futbolista
| Club                   | País      | Período   |
| ---------------------- | --------- | --------- |
| Tigre                  | Argentina | 1980-1985 |
| Talleres de Córdoba    | Argentina | 1985-1987 |
| Junior de Barranquilla | Colombia  | 1987      |
| Racing Club            | Argentina | 1988-1989 |
| Chaco For Ever         | Argentina | 1989-1990 |
| Instituto de Córdoba   | Argentina | 1990-1991 |
| San Miguel             | Argentina | 1992-1993 |
| Colegiales             | Argentina | 1993-1995 |
| Sportivo Italiano      | Argentina | 1996      |
| El Porvenir            | Argentina | 1997      |

### Como director técnico
| Club       | País      | Período   |
| ---------- | --------- | --------- |
| Ituzaingó  | Argentina | 2016-2017 |
| Ayacucho   | Perú      | 2020-2021 |
| Sport Boys | Perú      | 2022      |